# Amanda Gorman
Pour les articles homonymes, voir Gorman.
Œuvres principales
- The One for Whom Food is Not Enough (2015)

Amanda S. C. Gorman, née le 7 mars 1998 à Los Angeles, est une poétesse et militante américaine. Première récipiendaire du titre de Poète lauréat junior des États-Unis en 2017, elle récite son poème The Hill We Climb lors de la cérémonie d'investiture du président Joe Biden en 2021.

## Biographie

### Jeunesse et formation
Originaire de Californie, Amanda Gorman grandit à Los Angeles. Elle est élevée par sa mère Joan Wicks, enseignante d'anglais, et a deux frères et sœurs,,. Sa sœur jumelle, Gabrielle Gorman, est elle aussi militante.
Amanda Gorman indique avoir grandi dans un environnement où l'accès à la télévision était limité.[réf. nécessaire]
Elle est affectée d'un trouble de la parole qui l'empêche notamment de bien prononcer les R. Sa mère l'encourage vivement dans l'apprentissage de la lecture et de l'écriture,.
Elle fréquente l'école privée New Roads à Santa Monica, de la maternelle à la terminale. Hypersensible aux sons, elle souffre d'un trouble du traitement auditif.
Elle obtient en 2020 son diplôme de sociologie de l'université Harvard.

### Poésie et militantisme

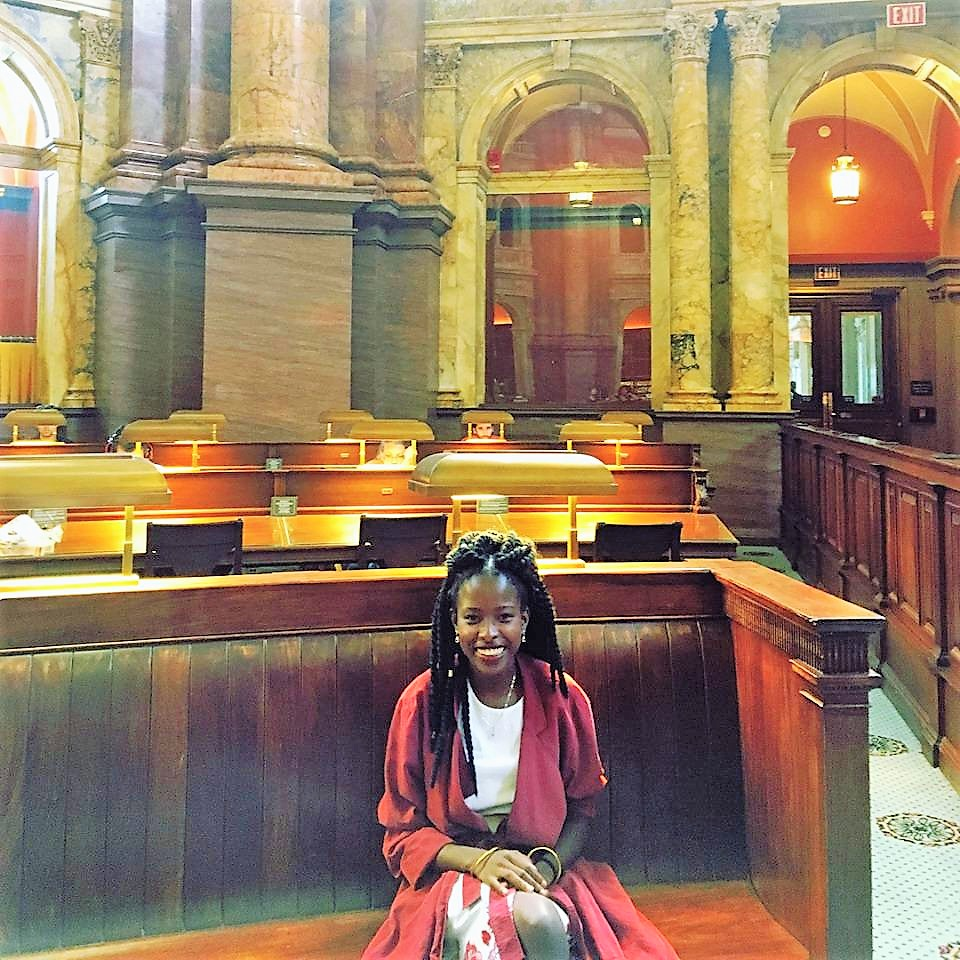
Amanda Gorman, Bibliothèque du Congrès, Washington, district de Columbia, 2017.

Les textes d'Amanda Gorman se concentrent sur les questions d'oppression, de féminisme, de race et de marginalisation, ainsi que sur la diaspora africaine,.
En 2013, elle devient déléguée de l'Organisation des Nations unies à l'âge de 15 ans. Elle déclare avoir souhaité le devenir après avoir assisté à un discours de la militante pakistanaise des droits des femmes, Malala Yousafzai, lauréate du prix Nobel de la paix en 2014,.
En 2014, alors âgée de 16 ans, elle est nommée poète lauréat junior de Los Angeles,.
En 2015 à 17 ans, elle publie un premier recueil de poèmes intitulé One for Whom Food Is Not Enough (en français La personne pour qui la nourriture ne suffit pas) aux éditions Urban Word LA.
L'année suivante, elle fonde et devient la directrice exécutive de l'association One Pen One Page, qui propose des programmes de création littéraire gratuits pour les jeunes défavorisés.
En avril 2017, Amanda Gorman devient la toute première poète lauréat junior des États-Unis (en),,.
Elle devient, en 2017, la première jeune poétesse à ouvrir la saison littéraire de la Bibliothèque du Congrès. Elle est invitée sur la chaîne américaine MTV pour une lecture de ses poèmes.
La même année, elle est la première autrice à figurer dans le Livre du mois du XQ Institute, un cadeau mensuel pour partager les livres favoris inspirants de la Génération Z. Elle écrit un hommage aux athlètes noirs pour la marque Nike, et conclut un accord avec Viking Children's Books pour écrire deux livres d’images pour enfants,.
Amanda Gorman déclare vouloir se présenter à l'élection présidentielle américaine en 2036, quand elle aura l'âge légal de s'y présenter (35 ans),.

### Reconnaissance

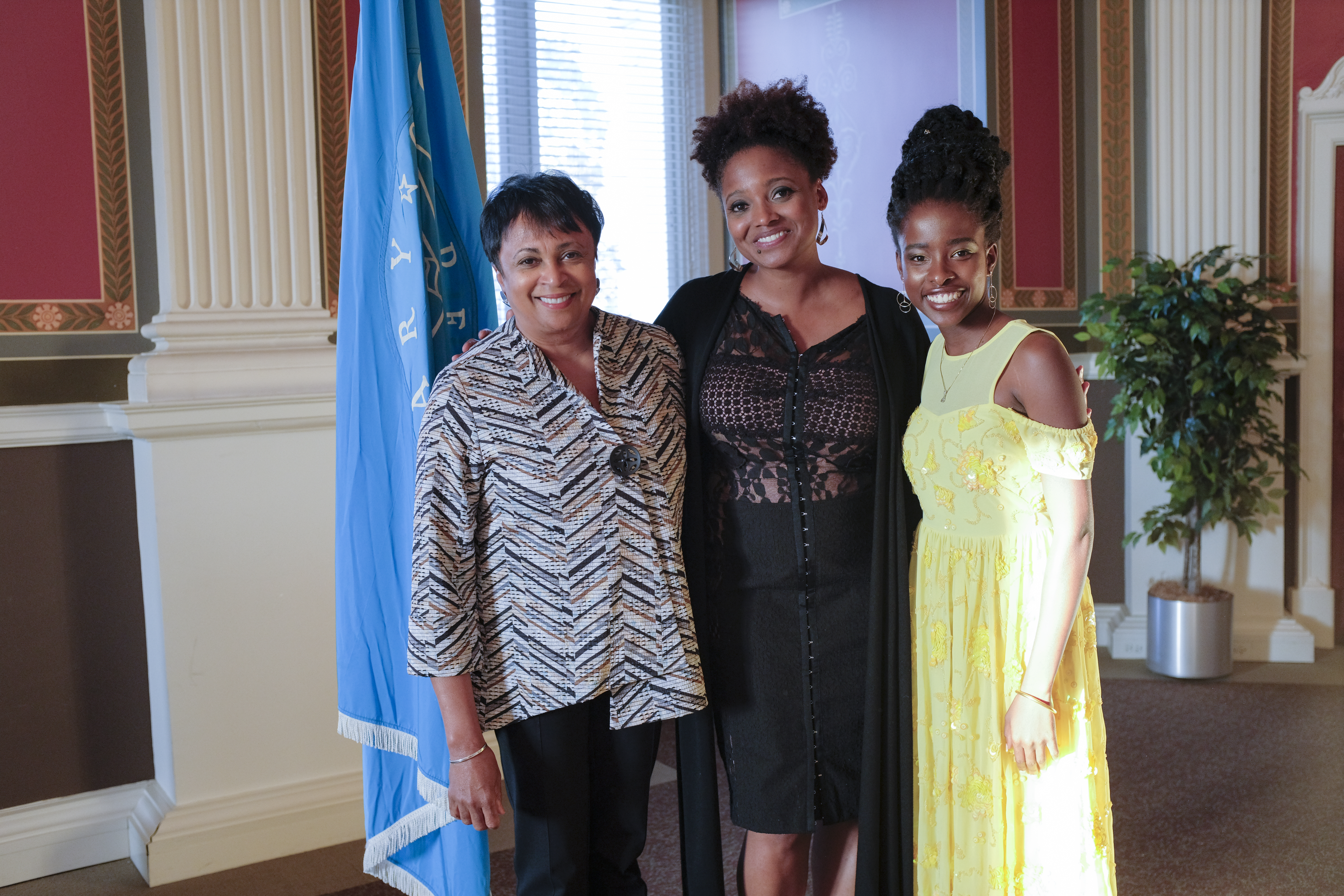
La bibliothécaire du Congrès Carla Hayden, la poétesse lauréate Tracy K. Smith et la jeune poétesse lauréate nationale Amanda Gorman, Bibliothèque du Congrès, juillet 2017.

La Morgan Library and Museum a acquis son poème In This Place (An American Lyric). Celui-ci est exposé en 2018, aux côtés d'œuvres de la poétesse et femme de lettres américaine, Elizabeth Bishop. Le poème a été traduit dans plusieurs langues et notamment par la journaliste Hadija Haruna-Oelker en allemand.
Amanda Gorman est choisie par l'équipe de Joe Biden pour lire un poème original lors de l’investiture du nouveau président américain le 20 janvier 2021 à la tribune du National Mall à Washington. Elle devient ainsi la plus jeune femme et poétesse à occuper ce rôle à l'âge de 22 ans,,. Après le 6 janvier 2021, elle modifie le contenu de son poème The Hill We Climb (en français La colline que nous gravissons), afin de tenir compte de la prise d'assaut du Capitole des États-Unis,,. Peu après, elle est invitée par la NFL à se produire en février 2021 à l'occasion du 55e Super Bowl  pour rendre hommage par son poème Chorus of the Captains à trois héros du quotidien aux États-Unis pendant la pandémie de Covid-19 et une nouvelle fois sa prestation est remarquée et saluée.
Sa soudaine popularité décide les éditions Fayard à traduire son œuvre en français. Le poème The Hill We Climb doit être publié en mai 2021 précédé d'un avant-propos d'Oprah Winfrey avant un recueil de poème à l'automne, The Hill We Climb and Other Poems, traduit par la chanteuse belge Lous and the Yakuza. Il est imprimé à 1,5 million d'exemplaires.
Des polémiques ont lieu sur le choix de certaines traductions : la traduction en catalan réalisée par l'auteur Victor Obiols n'est pas utilisée par l'éditeur qui explique rechercher « un autre profil », alors que Marieke Lucas Rijneveld (personne blanche non-binaire dont le choix avait été validé par Gorman) avait renoncé à traduire Amanda Gorman en néerlandais, après qu'une activiste lui a reproché de ne pas être noire,.
L'astéroïde (56795) Amandagorman porte son nom.

### Mannequinat
Amanda Gorman signe un contrat avec l'agence IMG Models de Gigi et Bella Hadid.
Puis remarquée au Met Gala, elle devient l'ambassadrice du groupe Estée Lauder en septembre 2021 en tant que « global changemaker ». Elle crée le programme Writing Change de 3 millions d'euros pour encourager l'alphabétisation, l'égalité et l'émancipation sociale.

## Œuvres
- (en-US) The One for Whom Food Is Not Enough, Urban Word LA, 2015, 60 p. (ISBN 9780990012290).
- (en-US) Change Sings: A Children's Anthem (ill. Loren Long), Viking Books for Young Readers, 21 septembre 2021, 32 p. (ISBN 9780593203224).
- (en-US) The Hill We Climb, Viking Books for Young Readers, 21 septembre 2021, 80 p. (ISBN 9780593465066).
- (en-US) Call Us What We Carry [« Donnez-nous le nom de ce que nous portons »] (trad. Santiago Artozqui), Viking, 7 décembre 2021, 240 p. (ISBN 978-0-593-46506-6)